# Frédéric Borgella

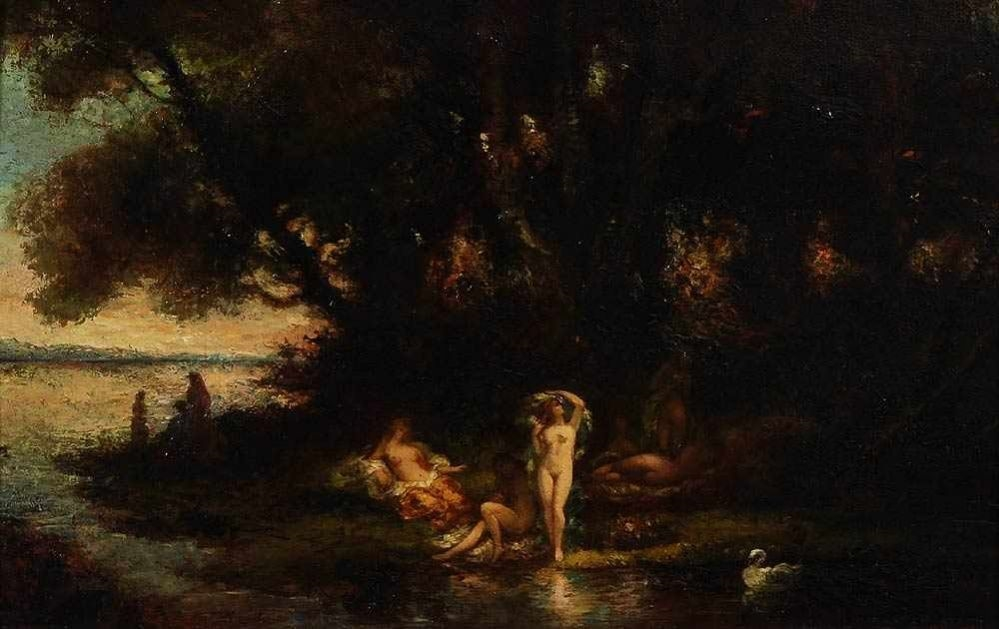
Leda y el cisne, óleo sobre tabla, 37,5 x 62,5 cm, colección particular

Pierre-Frédéric Borgella (o Bourgella) (Bagnères de Bigorre, Hautes-Pyrénées, 9 de mayo de 1833,  Montrouge, Hauts de Seine, 27 de noviembre de 1901) fue un pintor orientalista francés. 
Poco se conoce de su biografía y de su trayectoria artística, aunque consta que envió diversas obras a los salones oficiales de París. Contrajo matrimonio en 1892 con Marie-Louise Legros, con quien tuvo a su único hijo, Léon-Henri Borgella. 
Se dedicó principalmente a una pintura orientalista de género, destinada a una burguesía dispuesta a adquirir temas amables para decorar sus salones. Su obra está plagada de bailarinas orientales (Bailarina oriental, colección particular, Barcelona; Danseuse au tambourin, comercio del arte, Bruselas; Danseuses à Alger, comercio del arte, París), escenas de harén (En el harén, Christie's, Londres) o de escenas femeninas orientales cotidianas o de ocio (La porteuse d'eau, comercio del arte, París; Les musiciennes, comercio del arte, Lyon). 
En mucha menor medida se dedicó a otros temas, como pueden ser las escenas religiosas o las militares.
- Datos: Q5869946
- Multimedia: Frédéric Borgella / Q5869946